# Lokoťská samospráva
Lokoťská samospráva (neoficiálně také Lokoťská republika, rusky Локотскoe самоуправление) byla za druhé světové války oblast okolo ruského městečka Lokoť (Brjanská oblast), kde němečtí okupanti experimentálně předali část pravomocí místním kolaborantům. Samospráva zaujímala rozlohu více než 30 000 km² a žilo v ní zhruba 580 000 obyvatel.
Lokoť měla zvláštní postavení už za carských dob, kdy patřila osobně velkoknížeti Michailu Alexandroviči a zdejší obyvatelé se těšili řadě privilegií. To byl důvod, proč zde byl sovětský režim vnímán spíše negativně.
Okupanti zřídili samosprávu 15. listopadu 1941 a vytvořili její orgány z řad místních antikomunistů, kteří založili tzv. Národně-socialistickou stranu Ruska Viking. Starostou („burgomistěr“) Lokoti a okolí se stal technik z místního lihovaru Konstantin Voskobojnikov, účastník protisovětského rolnického povstání ve dvacátých letech. V lednu 1942 byl Voskobojnikov zabit partyzány a jeho nástupcem se stal Bronislav Kaminskij, který byl polsko-německého původu. V oblasti byla vytvořena Ruská osvobozenecká lidová armáda (RONA) se dvaceti tisíci příslušníky, která provozovala brutální teror proti Židům a osobám podezřelým ze spolupráce s partyzány. Bojové přípravě RONA velel náčelník štábu Ivan Frolov. Popravy vykonávala Antonina Makarovová, usvědčená ze zabití nejméně 1500 lidí. 

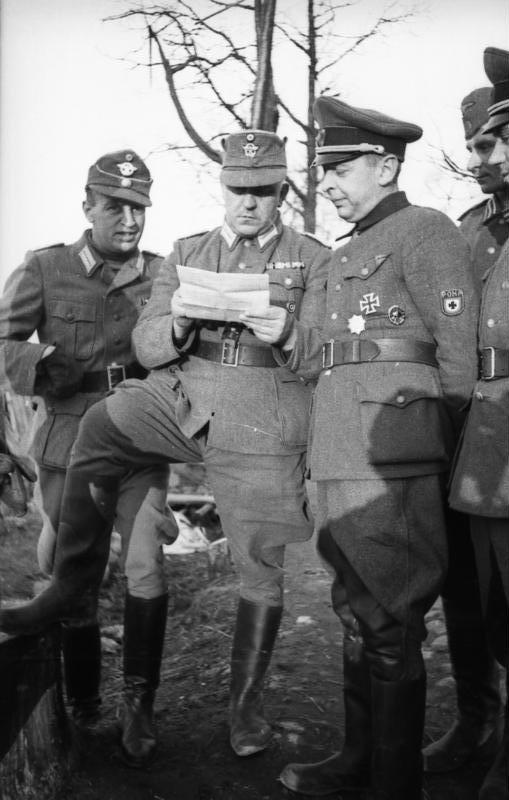
Kaminskij (třetí zleva) s příslušníky četnictva (Gendarmerie) a RONA

Životní úroveň obyvatel samosprávy byla výrazně vyšší než na ostatních okupovaných územích. Obyvatelům bylo povoleno soukromé hospodaření, každý dostal přiděleno deset hektarů půdy, která dříve patřila kolchozům. Fungovaly zde soudy, policie, školy, nemocnice, noviny a divadla, platilo se sovětským rublem. Lokoťská samospráva hrála důležitou roli v nacistické propagandě jako výkladní skříň toho, jak dobře se bude Rusům dařit, když se ve všech ohledech podřídí Němcům. Zároveň poskytovala wehrmachtu důležité zásobovací centrum v zázemí.
V souvislosti s postupem Rudé armády bylo v srpnu 1943 evakuováno z Lokoťského újezdu asi třicet tisíc osob (funkcionářů a ozbrojenců samosprávy) do okolí Vitebska, který Němci ještě drželi. Kaminskij se zde neúspěšně pokusil založit tzv. Lepelskou republiku, později se s jednotkami RONA účastnil potlačení Varšavského povstání, kde ho za rabování popravili sami Němci. Sovětské oddíly dobyly Lokoť 5. září 1943.